# القانون الأساسي لجمهورية ألمانيا الاتحادية
القانون الأساسي لجمهورية ألمانيا الاتحادية (بالألمانية: Grundgesetz für die Bundesrepublik Deutschland) هو دستور جمهورية ألمانيا الاتحادية. تمت الموافقة على القانون الأساسي في 8 مايو 1949 في بون، ودخل حيز التنفيذ في 23 مايو بتوقيع حلفاء الحرب العالمية الثانية الغربيين المحتلين في 12 مايو. تضمّن نطاق تطبيقه الأصلي (بالألمانية: Geltungsbereich) -أي الولايات التي شكّلت جمهورية ألمانيا الاتحادية في البداية- المناطق التي يحتلها الحلفاء الغربيون الثلاثة، ولكن بإصرار من الحلفاء الغربيين، استُبعدت برلين الغربية رسميًا. في عام 1990، نصت اتفاقية أربعة زائد اثنين الموقَّعة بين شطري ألمانيا وجميع دول الحلفاء الأربعة على تنفيذ عدد من التعديلات. في معاهدة التوحيد اللاحقة لعام 1990، اعتُمد هذا القانون الأساسي المعدَّل كدستور لألمانيا الموحَّدة.
يمكن ترجمة الكلمة الألمانية Grundgesetz إلى القانون الأساسي (Grund- هي قريبة للكلمة الإنجليزية ground). تجنب المشرعون مصطلح Verfassung (الدستور) عمدًا، إذ اعتُبر ترتيبًا مؤقتًا لألمانيا الغربية الانتقالية، متوقعين أن ألمانيا الموحَّدة في نهاية المطاف ستعتمد دستورًا مناسبًا، يُسنّ بموجب أحكام المادة 146 من القانون الأساسي، الذي ينص على أن الدستور يجب أن «يتبناه الشعب الألماني بحرية». على الرغم من أن جميع قوى الحلفاء الأربعة وافقت أخيرًا على القانون الأساسي المعدَّل في عام 1990، إلا أنه لم يُعرض أبدًا على تصويت شعبي، لا في عام 1949 ولا في عام 1990.
في ديباجة القانون الأساسي؛ أُعلن اعتماده كإجراء اتخذه «الشعب الألماني»؛ وتنص المادة 20 «تُستمد كل سلطات الدولة من الشعب». تجسّد هذه العبارات المبادئ الدستورية بأن ألمانيا يجب أن تقترن دائمًا مع الشعب الألماني في القانون الأساسي؛ وأن الشعب الألماني يتصرف دستوريًا باعتباره المؤسسة الأساسية للدولة الألمانية. عندما يشير القانون الأساسي إلى الأراضي الخاضعة لقضاء هذه الدولة الألمانية، فإنه يشير إليها باسم «الأراضي الفيدرالية»؛ وبالتالي يتجنب أي استدلال على وجودها «كأرض وطنية ألمانية» مؤسَّسة دستوريًا.
سعى واضعو القانون الأساسي إلى ضمان عدم تمكّن الدكتاتور المحتمل من الوصول مرة أخرى إلى السلطة في البلاد. على الرغم من أن بعضًا من القانون الأساسي يستند إلى دستور جمهورية فايمار، رفع الواضعون أيضًا حقوق الإنسان والكرامة الإنسانية إلى مرتبة القيم الأساسية التي يحميها القانون الأساسي. تُعدّ مبادئ الديمقراطية والجمهوريانية والمسؤولية الاجتماعيّة والفيدراليّة عناصر أساسية في القانون الأساسي؛ المبادئ والحقوق الأساسية الكامنة وراء هذه المواد راسخة دستوريًا؛ على الرغم من خضوع معظم هذه المواد لإعادة الصياغة أو التوسّع أو التنقيح، تُمنع إزالتها أو إلغاؤها بعملية التعديل العادية، كما يسمح القانون الأساسي الألماني في بعض الحالات الخاصة مثل الحروب بتفعيل قوانين استثنائية مثل القانون العسكري الألماني.

## الحقوق الأساسية
يكفل الدستور الاتحادي وبعض دساتير الولايات الحقوقَ الأساسية (بالألمانية: Grundrechte) في ألمانيا. في القانون الأساسي، تُذكر معظم الحقوق الأساسية في القسم الأول تحت نفس المسمى (من المادة 1 إلى 19). إنها حقوق عامة ذاتية ذات مرتبة دستورية تلزم جميع سلطات الدولة. في حال انتهاك الحقوق الأساسية وفشل الحماية القانونية التي تمنحها المحاكم، ينص القانون الأساسي على تقديم الشكوى الدستورية، وهي استئناف استثنائي يقدَّم للمحكمة الدستورية الألمانية (المادة 93، الفقرة 1، رقم 4 أ، القانون الأساسي). لا يمكن حذف هذه الحقوق الأساسية من الدستور، ولا يجوز لأي تعديل دستوري أن «يمسّ جوهرها». عند تعديل مادة تنص على حق أساسي -على سبيل المثال عندما تم التوسّع في المادة 3 لمنع التمييز على أساس الإعاقة- لا تخضع هذه التعديلات اللاحقة للحماية من الإزالة.
وفقًا لهذه اللائحة، يمكن استدعاء المحكمة الدستورية الألمانية عند انتهاك الحقوق الأساسية، أو انتهاك «الحقوق المنصوص عليها في المادة 20 الفقرة 4 والمواد 33 و 38 و 101 و 103 و 104». وبذلك، فإن هذه الحقوق تسمى الحقوق المطابقة للحقوق الأساسية.
توسيع نطاق التطبيق بالمادة 23
على شاكلة دستور فايمار من قبله، كان القانون الأساسي لعام 1949 وحدويًا بشكل صريح؛ إذ يدعي أنه ما زالت هناك أجزاء منفصلة من «ألمانيا ككل» على شكل شعوب ألمانية تعيش خارج الأراضي الخاضعة لسيطرة الجمهورية الاتحادية لعام 1949، والجمهورية الاتحادية ملزَمةً دستوريًا بالسعي مع هذه الشعوب إلى إعادة التوحيد؛ إذ تم تزويدها بالآليات التي من خلالها يمكن لأجزاء أخرى من ألمانيا أن تعلن لاحقًا انضمامها إلى القانون الأساسي. نظرًا لأن القانون الأساسي لم يطبَّق في البداية على ألمانيا بالكامل، كانت أحكامه القانونية صالحة فقط في نطاق تطبيقه. استُخدم هذا المصطلح القانوني بشكل متكرر في تشريعات ألمانيا الغربية عندما لم تطبَّق قوانين ألمانيا الغربية على كامل الأراضي الألمانية، كما كان الحال عادة.
نصت المادة 23 من القانون الأساسي على حق الولايات الألمانية الأخرى المعترَف بها قانونيًا -التي لم يتم تضمينها في البداية في نطاق تطبيق القانون الأساسي- في إعلان انضمامها (Beitritt) في وقت لاحق. لذلك، على الرغم من اعتبار القانون الأساسي مؤقتًا، أتاح لأجزاء عديدة من ألمانيا الانضمام إلى نطاق تطبيقه. لم يمنح القانون الأساسي جمهورية ألمانيا الاتحادية -بتكوينها الذي كانت عليه في العام 1949- الحق في رفض إعلان انضمام ولاية ألمانية أخرى إلى الاتحاد أو إنكاره أو التفاوض عليه، لكنه رهن باعتراف جمهورية ألمانيا الاتحادية بتلك الولاية قانونيًا ورضاها عن كون الإعلان بالانضمام نتج عن إرادة شعبها في تقرير المصير؛ ومن الجهة الأخرى، يجب على الولاية المنضمة قبول القانون الأساسي وجميع القوانين المشرَّعة -حتى وقت الانضمام- الصادرة عن مؤسسات جمهورية ألمانيا الاتحادية كما هي. ولأن الجمهورية الاتحادية لم تستطع إعلان انضمام جزء آخر من ألمانيا بموجب المادة 23، ما كان بالإمكان تطبيق هذا الحكم كأداة للضم؛ ولا أمكن الانضمام بموجب المادة 23 من خلال معاهدة دولية مع ولايات طرف ثالث، على الرغم من أن المحكمة الدستورية الألمانية اعترفت بأن الانضمام المراد إعلانه في المستقبل يمكن صياغته بحكم الواقع كاتفاق بين الجمهورية الاتحادية والولاية المنضمة. ولم يتضح بعد ما إذا كان الانضمام بموجب المادة 23 يمكن أن يتحقق بجزء من ألمانيا لم تعترف الجمهورية الاتحادية قانونيًا بحكومته، وإذا أمكن ذلك، فكيف، ولكن في الواقع لم تظهر هذه الحالة. نصّت المادة 23، التي عُدّلت بعد عام 1990، على ما يلي:
المادة السابقة 23 من القانون الأساسي لجمهورية ألمانيا الاتحادية. في الوقت الحالي، يُطبَّق هذا القانون الأساسي في أراضي ولاية بادن وبافاريا وبريمن وبرلين الكبرى وهامبورغ وهسن وساكسونيا السفلى وشمال الراين-وستفاليا وراينلند بالاتينات وشليسفيغ هولشتاين وفورتمبيرغ-بادن وفورتنبيرغ-هوهنزولرن. أما في الأجزاء الأخرى من ألمانيا، يدخل القانون حيّز التنفيذ عند انضمامها.